# 北仑博物馆
北仑博物馆是中国浙江省宁波市一家综合性博物馆。位于宁波市北仑区中河路37号，占地350平方米，建筑面积1000平方米，其中展厅面积450平方米。1996年3月12日建成开馆，2004年4月1日开始免费向全社会开放。2014年10月16日北仑博物馆改为中国港口博物馆，2022年7月1日原北仑博物馆馆址改为俞启慧版画艺术馆。